# Walkout Creek
Walkout Creek är ett vattendrag i Kanada.   Det ligger i provinsen British Columbia, i den centrala delen av landet, 3 900 km väster om huvudstaden Ottawa.
Trakten runt Walkout Creek består i huvudsak av gräsmarker. Trakten runt Walkout Creek är nära nog obefolkad, med mindre än två invånare per kvadratkilometer.